# Pilkanselkä (sjö i Sysmä, Päijänne-Tavastland)
Pilkanselkä är en sjö i kommunen Sysmä i landskapet Päijänne-Tavastland i Finland. Sjön ligger 84,3 meter över havet. Arean är 1,43 kvadratkilometer och strandlinjen är 12,1 kilometer lång. Sjön  ingår i Kymmene älvs huvudavrinningsområde.   Den ligger omkring 47 km norr om Lahtis och omkring 140 km norr om Helsingfors. 
I sjön finns ön Huhtisaari. Pilkanselkä ligger öster om Auhjärvi. 